# Кочабамба
Кочаба̀мба (на испански: Cochabamba) е град в централната част на Боливия, разположен в долина в Андите, носеща същото име. Градът е столица на департамент Кочабамба и е третият по големина град в Боливия, с население от 608 276 души (през 2009 година). Името на града идва от думата на езика кечуа, коча означаваща езеро и  пампа, означаща равнина. Жителите на Кочабамба са наричани Кочабамбинос. Градът е известен като „Градът на вечната пролет“ и „Градинският град“, заради пролетните температури в града през цялата година.

## География
Кочабамба е разположен на около 220 км югоизточно от столицата Ла Пас в плодородната долина Кочабамба. Височината на градът е 2548 метра, а климат му е умерен, с много слънчеви дни и средни температури достигащи 18º С.